# ماري لاندريو
ماري لاندريو لوريتا ( /ˈlændruː/ LAN-drew .  ولدت 23 نوفمبر 1955) هي سياسية أمريكية، منظمة، وعضوة مجلس الشيوخ عن ولاية لويزيانا. هي عضوة في الحزب الديمقراطي.
ولدت لاندريو في أرلينغتون بولاية فيرجينيا، ونشأت في نيو أورلينز، لويزيانا. وهي ابنة مون لاندريو، عمدة نيو أورلينز السابق ووزير الإسكان والتنمية الحضرية بالولايات المتحدة، وشقيقة ميتش لاندريو، عمدة نيو أورلينز السابق ونائب حاكم لويزيانا. حصلت على شهادة البكالوريا من جامعة ولاية لويزيانا في باتون روج. بعد العمل كوكيل عقارات لعدة سنوات، تم انتخابها كممثلة للدولة (1980-1988) وأمين صندوق الدولة (1988-1996). فازت في سباق متقارب على مجلس الشيوخ الأمريكي عام 1996؛ أعيد انتخابها من خلال زيادة هوامش الربح في السباقات التنافسية في عامي 2002 و 2008 ، لكنها خسرت في عام 2014.
لفتت لاندريو الاهتمام الوطني في أعقاب إعصار كاترينا في عام 2005 بعد أن انتقدت علنًا الاستجابة الفيدرالية للكارثة الطبيعية. لعبت معارضتها الخيار العام دورًا رئيسيًا في صياغة قانون حماية المريض والرعاية الميسرة لعام 2010، حيث لم توافق على دعمه حتى تم منح امتيازات إضافية لدعم نظام ميديكيد في لويزيانا. في عام 2011، أصبحت كاردينال (رئيسة) للجنة الفرعية لمخصصات الأمن الداخلي في مجلس الشيوخ. ترأست لجنة مجلس الشيوخ للأعمال الصغيرة وريادة الأعمال من 2009 إلى 2014، وترأست لجنة مجلس الشيوخ للطاقة والموارد الطبيعية من 2014 إلى 2015.

## روابط خارجية
- ماري لاندريو على مشروع الدليل المفتوح
- مرات الظهور على سي-سبان